# François Allain-Targé
François-Henry-René Allain-Targé (Angers, 1832 – Targé, 1902) è stato un politico francese.
Fondò con Léon Gambetta la Revue politique e dopo Napoleone III fu prefetto (1870), deputato (1876-1885), ministro delle finanze (1881) e ministro dell'Interno (1885)